# Heinrich Grote
Heinrich Grote (9 de Novembro de 1920 - ) foi um comandante de U-Boot que serviu na Kriegsmarine durante a Segunda Guerra Mundial.